# Волін Всеволод Михайлович
Всеволод Михайлович Волін (рос. Всеволод Михайлович Волин, справжнє прізвище — Ейхенбаум; 1882—1945) — російський анархіст, революціонер, публіцист. Учасник Української революції (1917—1921 років), зокрема, махновського руху.

## Біографія
Народився 11 серпня 1882 року у Воронежі у сім'ї лікарів. Навчався у Петербурзькому університеті. У 1905 році вступив у Партію соціалістів-революціонерів.
У 1907 році за участь у революції 1905—1907 років засуджений на вічне заслання у Сибір. Під час етапування втік та виїхав у Францію.
У 1911 році приєднався до анархістсько-комуністичної групи, у 1914 році поміняв свої погляди на анархо-синдикалістські. У 1916 році влада переслідувала його за антимілітаристську пропаганду. Емігрував у Нью-йорк, США.
У липні 1917 року повернувся до Росії. Приєднався до «Союзу анархо-синдикалістської пропаганди» та був редактором газети «Голос Труда». З березня 1918 року бере участь у збройному конфлікті в Україні на стороні анархістів. У листопаді брав участь у створенні Конфедерації анархістських організацій України «Набат». Він став секретарем Конфедерації та редактором її газети «Набат».
У 1919 році приєднується до махновського руху. Волін став одним з ярих сподвижників Нестора Махна, був секретарем Військово-Революційної ради.
У січні 1920 року його затримали більшовики у Кривому Розі. В ув'язненні тримали в Москві. 1 жовтня його звільнили згідно з договором між більшовиками та Махно. 25 листопада Воліна знову захоплюють у Харкові і етапують до Москви. 5 січня 1922 року амністований разом з іншими анархістами та висланий з країни.
В еміграції деякий час жив у Берліні, згодом переїхав у Париж. Працював в анархістських емігрантських виданнях. Автор передмови до книги Петра Аршинова «Історія махновського руху (1918—1921 рр.)» (Берлін, 1923).
У 1930-і роки був секретарем Махна в Парижі; автор передмови, приміток, редактор книги Махна «Під ударами контрреволюції» (Париж, 1936), редактор книги Махна «Українська революція» (Париж, 1937). Під час Другої світової війни змушений переховуватися через своє єврейське походження. Він захворів на туберкульоз та помер, вже після війни, 18 вересня 1945 року.
Великі мемуари Воліна «Невідома революція» були посмертно опубліковані французькою мовою в Парижі у 1947 році, англійською мовою у Лондоні у 1955 році.